# Storia degli ebrei in India

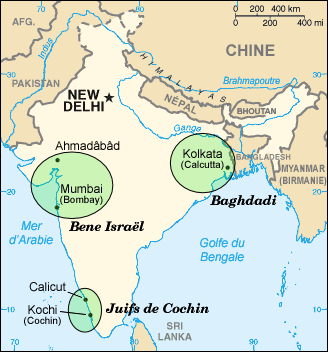

In India si distinguono tre comunità ebraiche che contano complessivamente circa 6.000 membri (1997), insediate in aree ben distinte: la comunità di Cochin, nel sud del subcontinente, i Bene Israel (Figli di Israele) nella zona di Bombay, e la comunità Baghdadi nei dintorni di Calcutta. Si sa tutto a quando risalgano gli Ebrei neri di Cochin e i Bene Israel, ma si suppone che questi gruppi siano piuttosto antichi. Gli Ebrei Baghdadi e gli Ebrei bianchi di Cochin hanno un'origine più recente, legata all'espansione occidentale nella regione.
La particolarità delle religioni indiane, non missionarie e basate sulla realizzazione personale, ha consentito a queste comunità di strutturarsi in caste endogame ben inserite nel tessuto sociale indiano, senza subire alcuna persecuzione né forme di antisemitismo, se si esclude il periodo della colonizzazione portoghese, quando l'Inquisizione fu esportata in India, nei dintorni di Cochin.
La maggior parte degli Ebrei indiani sono emigrati in Israele dopo la creazione dello Stato.
Esistono poi altri due gruppi che rivendicano l'appartenenza ebraica. Il primo è quello dei Bnei Menashe, di lingua mizo, che vivono a Manipur e nel Mizoram; questi si sono proclamati ebrei negli anni 1950 e dicono di discendere dalla tribù di Manasse. Il secondo è quello dei Bene Ephraim (o Ebrei Telogu): un piccolo gruppo che parla il telugu, la cui osservanza data dal 1981.

## La comunità del Kerala
Fino all'emigrazione in Israele vivevano a Cochin tre comunità di ebrei, organizzate secondo un sistema di caste ispirato al modello indiano.

### Le origini
Le relazioni commerciali tra il mondo mediterraneo e quello indiano sono molto antiche. Quest'ultimo forniva fin dall'antichità ai paesi mediterranei materie prime e prodotti finiti, di cui deteneva una sorta di monopolio. Tra le materie prime:
- spezie, tra cui il pepe, che prosperava soltanto sulla costa del Malabar, nel sud dell'India;
- legno di sandalo;
- legno di tek, apprezzato per le costruzioni navali;
- diamanti ed altre pietre preziose.

Tra i prodotti finiti, l'occidente mediterraneo apprezzava particolarmente:
- i tessuti del Gujarat, che si ritrovano utilizzati nell'Antico Egitto;
- l'acciaio di Damasco, la cui tecnologia di produzione proveniva appunto dall'India (cfr. Wootz).

Questo fiorente commercio necessitava di una rete mercantile organizzata, ed è probabilmente a questa ragione che si deve la presenza di una comunità ebraica molto antica nell'India sudoccidentale, sulla costa del Malabar.
Secondo la loro tradizione, gli Ebrei di Cochin sarebbero presenti in questa regione fin dal tempo della distruzione del Secondo Tempio di Gerusalemme, avvenuta nel 70 d.C., quando la città fu conquistata da Vespasiano.
La comunità si sarebbe inizialmente concentrata a Cranganore (Kodungallur) dove, secondo la sua tradizione, avrebbe avuto addirittura un principato autonomo.
È da notare che sono questi i luoghi in cui si ritiene che l'apostolo Tommaso sia approdato in India per evangelizzarla, cominciando proprio dalla comunità ebraica che lì viveva. Cranganore è anche la sede tradizionale di quella che sarebbe la più antica moschea costruita in India (da Malik Ibn Dinar attorno al 640).
Vere o false che siano, queste tradizioni, presentano il Kerala come la porta d'ingresso in India delle tre religioni monoteiste mediterranee.

### La storia
Se la storia antica degli Ebrei del Kerala non è conosciuta, la loro presenza è tuttavia attestata con certezza a partire dal X secolo, quando un raja della dinastia Chera, che dominava il Malabar, accorda una carta di diritti agli Ebrei (ed ai cristiani nestoriani) che vivono sul suo territorio. Tale statuto arrivava presumibilmente come ringraziamento per l'aiuto militare ricevuto dalle due comunità nella resistenza alla crescente potenza dei vicini Chola.
Questo documento, inciso su placche di rame, è tuttora conservato nella sinagoga di Cochin, e fu tradotto da Anquetil-Duperron di passaggio in città. Le iscrizioni sono state datate tra il 974 e il 1020.
Il X secolo segna dunque l'ingresso degli Ebrei del Kerala nella storia scritta. Prima di questa data, è impossibile dire a quando esattamente risalisse l'impianto della loro comunità, e quali furono le loro vite.
Beniamino di Tudela, nel suo resoconto sull'India scritto attorno al 1170, dichiara che esisteva in questa regione circa un migliaio di Ebrei, neri come i loro vicini, che osservavano la Torah ed avevano qualche conoscenza della Legge ebraica orale.
Se questa comunità di Ebrei del Karala era, come si pensa, fondata sul commercio, essa finì comunque per perdere il proprio ruolo quando la comunità musulmana divenne prevalente in questo campo grazie al proprio dominio del commercio marittimo, anche perché gli induisti, per parte loro, abbandonarono o non fecero alcun investimento in questa attività, perché la traversata degli oceani era da loro considerata come una fonte di impurità.

#### Un isolamento relativo
Le ragioni della mancata assimilazione della comunità ebraica del Malabar, benché molto isolata dalle altre comunità ebraiche e in numero estremamente ridotto, possono essere di due ordini:
- i contatti costantemente mantenuti con lo Yemen, da dove la comunità faceva venire i testi ebraici;
- il sistema indiano delle caste, che imponendo una stretta endogamia si oppone fortemente all'assimilazione di una comunità etnica o religiosa.

#### L'emigrazione verso Cochin
La comunità di Cranganore emigrò a Cochin dopo aver subìto, nel 1524, un pogrom da parte dei musulmani, i quali pretendevano il monopolio nel loro commercio del pepe. Si installò a Mattancheri, su terre vicine al palazzo del raja, costruendovi una sinagoga. Fino all'indipendenza dell'India essa tributò al raja di Cochin la stessa lealtà di cui aveva dato prova verso i raja di Crangalore.

#### L'arrivo degli occidentali
All'incirca nello stesso periodo in cui gli Ebrei si installavano a Cochin, anche i portoghesi s'installavano nella regione. Dal Portogallo gli Ebrei erano stati espulsi nel 1493. La politica portoghese verso gli Ebrei della regione fu quindi improntata ad ostilità.
Questo periodo dal 1502 al 1663 fu quindi poco felice, per la comunità di Cochin, che solo grazie alla protezione del raja fu risparmiata dai misfatti dell'Inquisizione.
In una inchiesta ufficiale circa lo status degli Ebrei e dei neri condotta da David ben Solomon Ibn Abi Zimra e da Rabbi Jacob ben Abraham Castro ad Alessandria, verso il 1600, il numero degli Ebrei di Cochin era stimato attorno a 900 famiglie.
La situazione migliorò dopo il 1663, quando i portoghesi furono sostituiti, nella regione, dagli olandesi. Questi ultimi, protestanti, erano assai tolleranti nei confronti dell'ebraismo: non a caso molti Ebrei espulsi dalla Spagna e dal Portogallo si erano rifugiati nei Paesi Bassi.
Il periodo della colonia olandese è anzi considerato come una sorta di seconda età dell'oro dopo quello, mitico, durante il quale la comunità avrebbe posseduto un proprio regno nella regione di Cranganore. Inoltre, entrando in contatto con la comunità ebraica di Amsterdam, largamente originaria della Spagna e proprietaria di circa un quarto delle azioni della Compagnia Olandese delle Indie Orientali, gli Ebrei di Cochin poterono allacciare importanti contatti commerciali, e anche rifornirsi più facilmente di testi religiosi.
Così, nel 1686, la comunità ebraica di origine portoghese di Amsterdam inviò una delegazione a Cochin, guidata da Moses Pereira de Paiva, allo scopo di prendere contatto con la comunità ebraica locale e di raccogliere informazioni sulla sua storia e il suo modo di vivere. I visitatori ebbero un notevole impatto sulla comunità di Cochin, in particolare per il notevole numero di libri in ebraico che avevano recato, tanto che l'anniversario del loro arrivo è stato per molto tempo occasione di commemorazione, a Cochin. I contatti tra la comunità di Cochin e quelle dei Paesi Bassi proseguirono regolarmente fino al periodo della colonizzazione britannica.
Nel 1781 il governatore olandese, A. Moens, indicava la consistenza della comunità in 422 famiglie - cioè circa 2.000 persone.
Sempre nel corso del XVIII secolo, la comunità inviò anche propri emissari in Terra santa.
Nel 1795, dopo la conquista francese dei Paesi Bassi, la regione passò sotto l'influenza britannica, restandovi fino all'indipendenza dell'India, nel 1947. Le relazioni del potere britannico con gli Ebrei locali restarono molto corrette. La prima organizzazione sionista fu fondata, a Cochin, nel 1923.

### Le tre caste
Tutte le comunità ebraiche che hanno vissuto in un determinato paese per secoli sono state influenzate dalla sua cultura.
Gli ebrei del Kerala non hanno fatto eccezione a questa regola. Le loro abitudini di vita furono influenzate dalle pratiche brahmaniche (come mostra, ad esempio, l'uso di entrare nella sinagoga a piedi scalzi). Si nota, pure, che l'esclusione delle donne dalla vita sociale durante il periodo mestruale è più severa di quella raccomandata dal giudaismo tradizionale. Ma l'influenza più significativa è quella del sistema castale.

#### Le due caste malabari

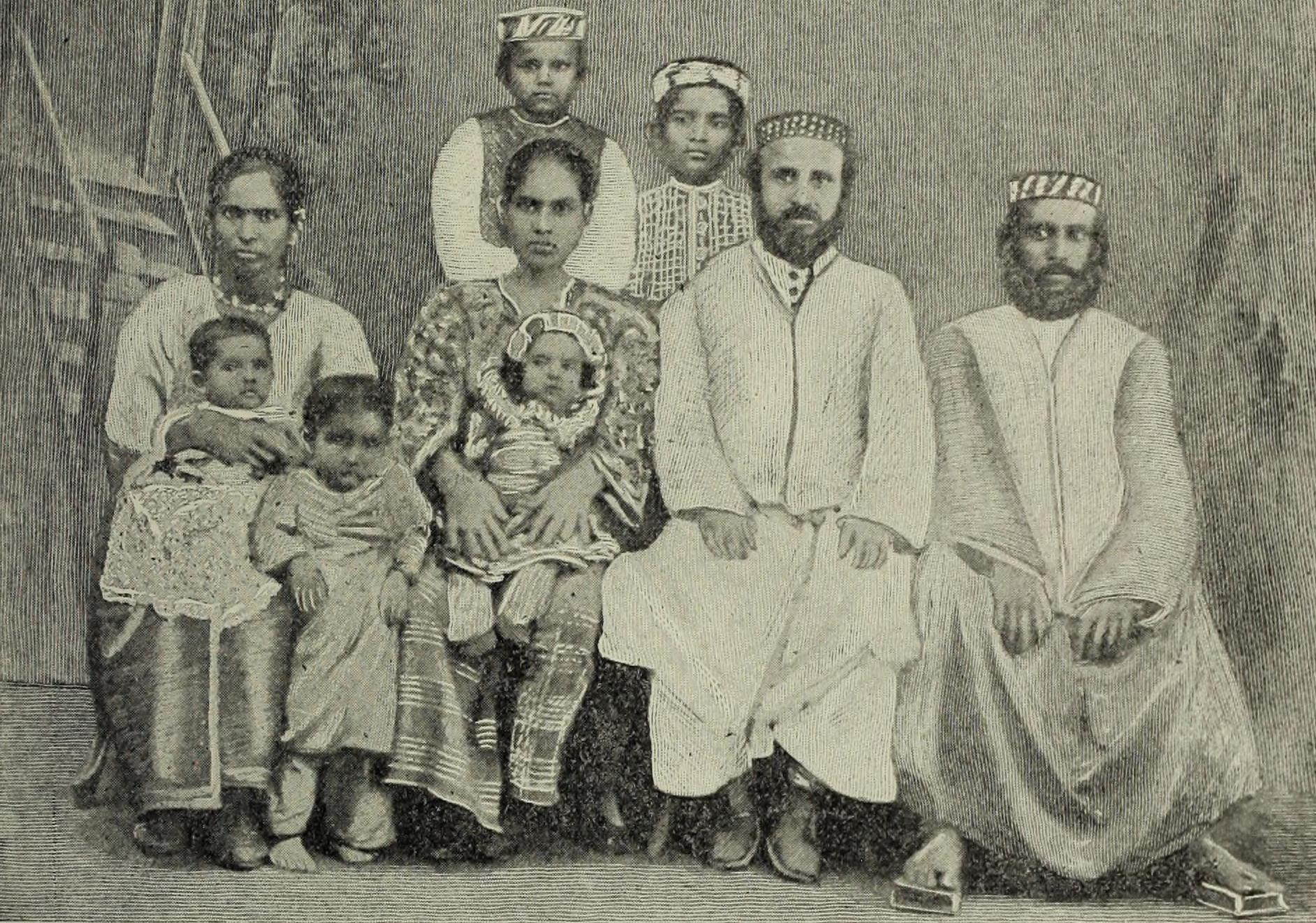
Ebrei di Cochin, circa 1900

Gli Ebrei di Cochin parlavano la lingua locale, il malayalam, e si vestivano all'indiana. Il loro aspetto fisico era quello delle popolazioni dravidiche dell'India del sud, dalla pelle scura. Le conversioni, forse a scopo matrimoniale, sono state quindi importanti per la formazione della comunità.
Il fatto particolarmente significativo è che gli Ebrei del Kerala erano divisi, come gli indiani, in due caste.
La prima è quella chiamata oggi degli "Ebrei neri", anche se non si accompagna necessariamente ad una specificità nell'aspetto fisico, ed era la casta dominante.
La seconda era quella dei "Meshuchrarim", gli affrancati. Questi erano, sembrerebbe, i discendenti di schiavi locali affrancati dai loro padroni ebrei. Il loro status sociale era molto inferiore, e fino al 1932 essi non avevano il diritto di frequentare le sinagoghe dei loro antichi padroni. Conformemente alla pratica indiana delle caste, i matrimoni tra i due gruppi erano vietati.
Questi due gruppi, che costituivano l'85% della popolazione ebraica nel XX secolo, sono talvolta chiamati i malabari, per differenziarli dagli Ebrei bianchi (o pardeshi, stranieri), che costituivano l'altro 15%.

#### Gli Ebrei bianchi, opardeshi

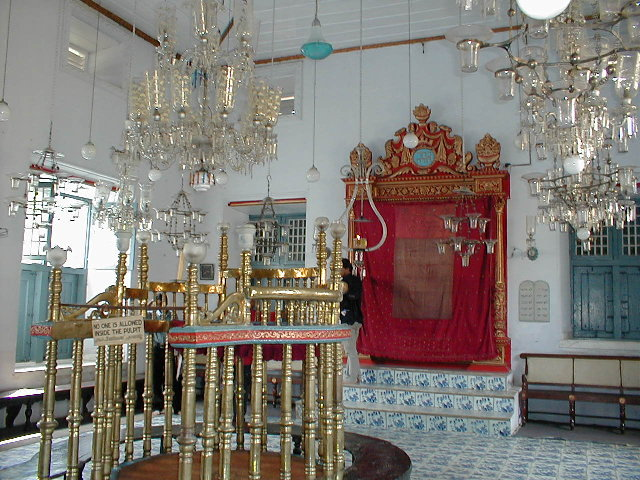
Sinagoga dei pardeshi di Cochin

I primi elementi di questo gruppo cominciarono ad arrivare a Cochin nel XVI secolo. Il piccolo numero iniziale fu rafforzato da successivi arrivi nel XVII e XVIII secolo. Benché siano considerati, per ragioni geografiche, come appartenenti al gruppo degli Ebrei di Cochin, essi costituiscono in realtà un quarto gruppo di Ebrei indiani, con i Malabari, i Bene Israel e i Baghdadi.
I paradesh discendono sostanzialmente dai rifugiati Sefarditi giunti dalla Penisola iberica nel XVI secolo. Stando alla targa affissa all'esterno, la loro prima sinagoga fu costruita nel 1568. Altri ne arrivarono successivamente dai Paesi Bassi (anch'essi discendenti dei rifugiati di Spagna e Portogallo), seguiti più tardi da ebrei tedeschi Ashkenaziti o mediorientali, sefarditi anch'essi. Nonostante questa varietà di origini, i paradesh hanno costituito un gruppo omogeneo, la cui pratica religiosa era sefardita con qualche componente ashkenazita.
L'arrivo degli olandesi verso il 1660 rafforzò il piccolo gruppo. I paradesh costituirono rapidamente una nuova casta, superiore a quella degli Ebrei neri. La superiorità derivava da una maggiore ricchezza, proveniente a sua volta da migliori e più forti connessioni con il commercio internazionale. La pelle molto più chiara e la cultura più occidentalizzata li differenziavano nettamente dai correligonari di stirpe indiana, i matrimoni con i malabari erano vietati, ed ogni gruppo praticava il proprio culto in sinagoghe separate.
È evidente che il sistema castale indiano, pur rispettando la libertà religiosa, ha contaminato tutte le comunità religiose che si sono installate nel Kerala da molto tempo.
Sia i cristiani di San Tommaso che i musulmani che gli ebrei hanno riprodotto il sistema delle caste. Ciò si nota anche nei cristiani bianchi e neri, e nei musulmani aschraf (divisi a loro volta in thangal, arabi e malabari) e ajlaf. Questi gruppo sono endogamici e non commensali, anche se - agli occhi degli indù - ebrei, cristiani e musulmani non erano che altri jati (una sorta di corporazione).
Questa rigida divisione interna alla comunità sarà del resto ripetutamente condannata dalle autorità religiose ebraiche, fuori da Cochin.
In mancanza di strutture religiose che potessero formare dei rabbini, le comunità di Cochin non ne avevano, ed erano governate da anziani sul modello dei panchayat (governi di villaggio) indiani. Il rapporto con il raja, e poi con gli europei colonizzatori, era gestito da un capo tradizionale, il mudaliar.
Le comunità di Cochin, che contavano nel 1945 circa 2.500 membri, finirono per emigrare in massa in Israele nel 1948, e in India rimasero solo anziani che si rifiutavano di cambiare ambiente e modo di vivere. Nel 1951, l'85% degli Ebrei di Cochin era emigrato. Il numero dei rimasti ha continuato a diminuire, passando da 370 nel 1951 a 112 nel 1971, a 50 nel 1982, a 20 nel 1992. In Israele, sarebbero fra 5.000 e 8.000 nel 2005.
I particolari della loro storia sono difficili da ricostruire, in quanto la maggior parte dei documenti sono andati distrutti nei raid arabi o portoghesi.

## I Bene Israel
I Bene Israel - i figli di Israele - sono un gruppo di Ebrei che, a metà del XX secolo, vivevano principalmente a Bombay, Kolkata, Delhi e Ahmedabad. La loro lingua madre era il marathi, mentre gli ebrei di Cochin parlavano il malayalam.

### Origini

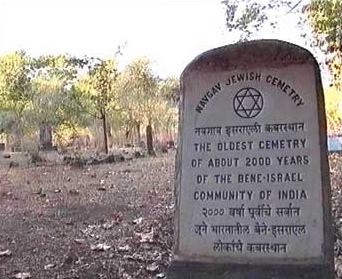
Ingresso del vecchio cimitero dei Bene Israel a Nogao

I Bene Israel affermano di discendere da Ebrei sottrattisi alle persecuzioni siriane in Galilea nel II secolo. Alcuni affermano anzi di discendere dalle Dieci tribù perdute d'Israele. Essi ritengono che i loro antenati siano arrivati nel Konkan (la costa a sud di Bombay) in seguito ad un naufragio, e che i sette uomini e sette donne sopravvissuti sarebbero all'origine della popolazione attuale.
In pratica, non disponiamo di fonti documentarie che permettano di sapere da quando la comunità vive in India. Fisicamente, i Bene Israel sono in tutto simili agli altri abitanti del Maharashtra, il che indica che si sono mescolati alla popolazione locale, della quale condividono anche l'abbigliamento. Questo forte grado di assimilazione fa pensare che la comunità risieda in India da gran tempo.
Si sa che mercanti ebrei provenienti dall'Europa viaggiarono nel Medioevo fino all'India per i loro commerci, ma non si sa con certezza se ebbero sedi permanenti in Asia meridionale. Nel XII secolo, Abraham ibn Daoud fa un riferimento, purtroppo assai vago, ad una comunità ebraica indiana, che però resterà senza eco per molti secoli.
I Bene Israel furono scoperti e identificati come ebrei nel XVIII secolo da mercanti arrivata da Baghdad. Arrivarono poi abbastanza presto, nel XVIII e XIX secolo, ebrei di Calcutta (i Baghdadi) e di Cochin per provvedere alla loro educazione religiosa.
In quell'epoca i Bene Israel erano conosciuti come una casta di premitori d'olio (telis). Erano distinti dalle altre caste che svolgevano lo stesso lavoro con il nome di Shanivari telis, dove Shanivar vuol dire "sabato", per indicare che essi rispettavano lo Shabbat.
I loro patronimici sono basati sul nome del villaggio d'origine + il suffisso kar (per esempio Penkar: dal villaggio di Pen). È stato identificato più di un centinaio di nomi di villaggio, che dà un'idea della ripartizione storico-geografica della comunità.

### La fine dell'isolamento

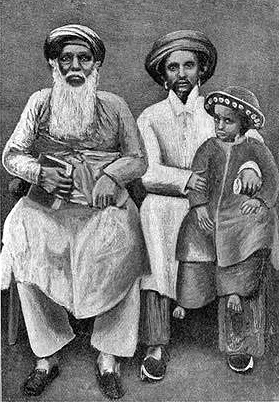
Bene Israel in abiti tradizionali nel XIX secolo

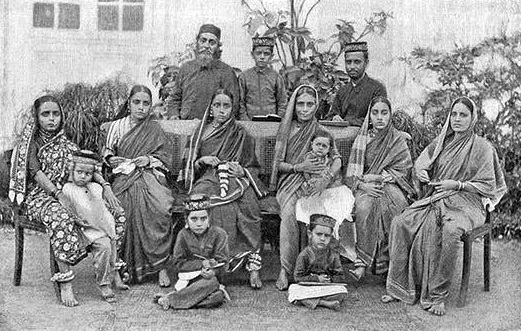
Una famiglia Bene Israel a Bombay, fine XIX i inizio XX secolo

Quando i Bene Israel, nel XVIII secolo, entrarono in contatto con gli Ebrei di Cochin e i Baghdadi (che provenivano da Baghdad, ma alcuni dei quali si stavano insediando a Calcutta), erano una comunità che delle tradizioni ebraiche ne aveva conservate solo alcune:
- non avevano rabbini, ma capi religiosi ereditari, provenienti dalle famiglie Jhiradkar, Rajpurkar e Shapurkar, chiamati "Kaji" ou "Kazi";
- non avevano alcun testo religioso, e avevano dimenticato l'ebraico;
- non utilizzavano per definirsi il termine "ebreo", ma "Bene Israel", cioè "figlio di Israele";
- praticavano lo Shabbat ed alcune feste ebraiche;
- credevano in un unico Dio, il Dio di Israele;
- praticavano la circoncisione dei figli maschi;
- avevano alcune regole alimentari di origine ebraica.

Furono queste pratiche rituali a permettere di identificarli come ebrei, ma non senza dubbi circa la loro "purezza".
Come per gli Ebrei di Cochin, è stato probabilmente il sistema indiano delle caste (che non consente matrimoni misti) a consentir loro di durare come comunità in un ambiente che li avrebbe altrimenti assimilati.
Come gli Ebrei indigeni di Cochin, anche i Beni Israel erano divisi in due gruppi: i Gora, o "bianchi" - la grande maggioranza - che si supponeva fossero di ascendenza "pura", e i Kala, o Kalu o "Neri", meno numerosi e che si supponevano discendenti da unioni miste o adulterine. Va notato che i termini "bianchi" e "neri" non implicavano alcuna differenza sul piano dell'apparenza fisica. Facevano invece riferimento ad uno status sociale superiore o inferiore (nel sistema indiano delle caste, o Varna - che vuol dire colori - il bianco è il colore delle caste superiori, raggruppate nel Varna dei brahmani, e il nero il colore dei contadini, i Sudra). Anche questi gruppi seguivano la pratica indiana dei matrimoni endogamici, tuttavia i componenti di entrambe le sottocaste si consideravano appartenenti alla stessa comunità, e condividevano gli stessi luoghi di culto.
Tra il XVIII e l'inizio del XIX secolo, i Beni Israel furono visitati da Ebrei di Cochin, e poi di altre comunità (in particolare Baghdadi), per insegnar loro le pratiche del giudaismo - leggi religiose, feste, lingua ebraica.

Dal XIX secolo ebbero anche contatti con l'importante comunità sefardita dello Yemen, che era da gran tempo un'importante fonte di testi sacri per gli Ebrei di Cochin.
L'intensificarsi di questi contatti spiega la progressiva perdita di rilievo, fino alla scomparsa, dei capi tradizionali (i kaji). Per molto tempo, il governo religioso dei Bene Israel è stato esercitato soprattutto da Ebrei Baghdadi, di Cochin e dello Yemen, e sotto la loro influenza i Bene Israel optarono per il rito sefardita, con alcune particolarità proprie della loro comunità.
Gli Ebrei ortodossi non persero tuttavia le proprie riserve nei loro riguardi, soprattutto per la loro lunga ignoranza della legge ebraica. Così, per esempio, i Baghdadi di Calcutta non facevano matrimoni, con loro.
Un altro importante fattore di modernizzazione della comunità fu il contatto con i missionari britannici.
Questi avevano tradotto la Bibbia in marathi e fondato scuole in lingua inglese, il che spiega la relazione piuttosto forte tra i Bene Israel e il potere coloniale britannico, che per questa piccola casta indiana, modesta e isolata, rapprresentò un'importante apertura verso il mondo.

### Il periodo moderno

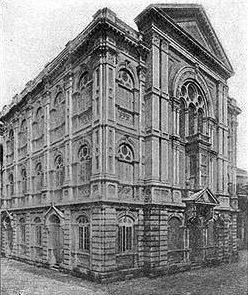
La sinagoga Keneseth Eliyahu, a Bombay, verso il 1900

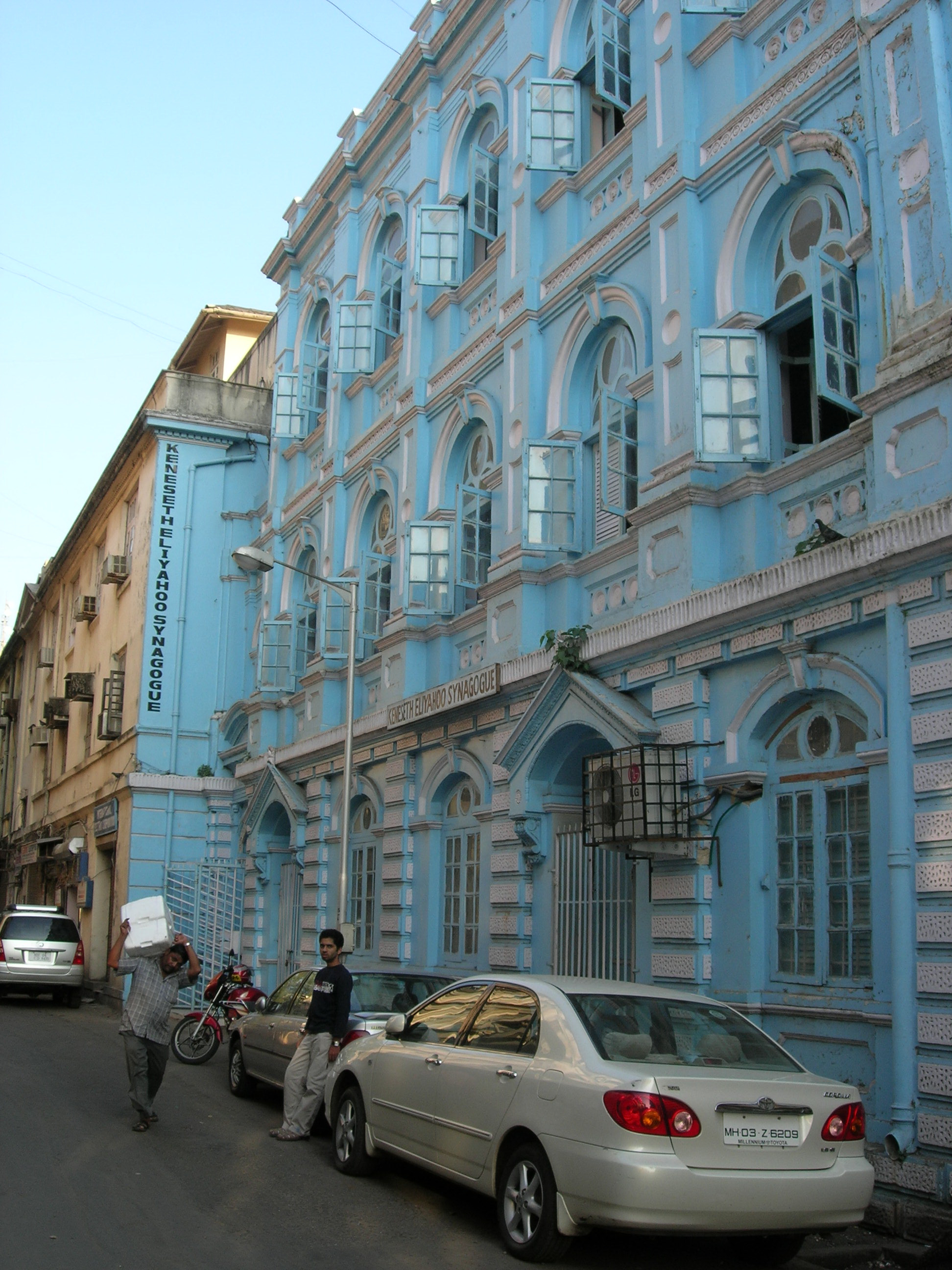
La stessa sinagoga, nel 2006

Se non si sa molto dei Bene Israel prima del XVIII secolo, la loro storia è meglio conosciuta a partire da quest'epoca.
Partiti dai loro villaggi sulla costa nel distretto di Kolaba, oggi Raigad, si stabilirono progressivamente nelle città del Maharashtra, in particolare a Bombay (talché a volte sono chiamati "Ebrei di Bombay"), ma anche a Delhi e a Karachi, nell'attuale Pakistan. La prima famiglia di cui si conosce l'arrivo a Bombay, nel 1746, è quella dei Divekar ("dal villaggio di Dive"). La prima sinagoga dei Bene israel fu fondata appunto a Bombay alla fine del XVIII secolo.
Poi, molti di loro entrarono nell'esercito britannico, e alla fine del XIX secolo molti divennero piccoli funzionari o impiegati dell'amministrazione coloniale. Questa evoluzione sociale fu il frutto dell'educazione nelle scuole missionarie britanniche, ma anche dell'influenza degli Ebrei di Cochin e di Calcutta, assai presenti nel commercio internazionale. Fu, questa, un'evoluzione sociale importante, per l'antica piccola e isolata casta di premitori d'olio - dalla quale, a partire dal XX secolo, cominciarono ad emergere anche medici e avvocati.
Nel 1875, i Bene Israel fondarono una "scuola israelita" di lingua inglese, la prima scuola "moderna" della loro comunità.
Si stima che i Bene Israel fossero circa 6.000, attorno al 1830, 10.000 al passaggio del secolo, e circa 20.000 nel 1948, quando la loro comunità era la più numerosa tra quelle indiane.

In seguito, il loro numero cominciò a ridursi, per ondate migratorie verso Israele, gli Stati Uniti, il Canada e il Regno Unito. Oggi sarebbero, in India, meno di 5.000.